# 休學
休學是指學生因故不能繼續修業，向學校申請後，保留學籍，以待日後復學。

## 學校
以國立臺灣師範大學來說，休學以學期計，休學累計以二學年為原則。
也可分為主動休學（可能需要家屬同意）、全科不及格且操性低於門檻後勒令休學（令學生立即休學，學生無理抗拒可能遭退學）等。

## 文學
柳青 《創業史》第一部第十九章：“她想索性休學。代表主任勸她不要盲動，防備考不進工廠。”

## 外部來源
- （繁體中文）休學、復學、退學- 國立臺灣師範大學教務處 （页面存档备份，存于）
- （繁體中文）全台休學人數最多的20個公私立大學科系 （页面存档备份，存于）